# José Luis Areta
José Luis Areta Vélez (Pamplona, Navarra, 13 de junio de 1933 - Sevilla, Andalucía, 29 de junio de 2011) fue un futbolista español que se desempeñaba como delantero. Sus hermanos Esteban, Serafín y Jesús María también jugaron profesionalmente al fútbol.

## Trayectoria
Se inició como futbolistas en Andalucía, en equipos como Cádiz o Xerez. En 1955 fichó por Osasuna, donde pasó cinco temporadas. En 1960 el FC Barcelona le fichó para traspasarlo al Athletic Club, como parte del fichaje de Jesús Garay por el club catalán. Tras una temporada, fichó por el Sevilla donde permaneció hasta 1966.

## Clubes
| Club          | País   | Año       |
| ------------- | ------ | --------- |
| Cádiz         | España | 1953-1954 |
| Xerez         | España | 1954-1955 |
| C. A. Osasuna | España | 1955-1960 |
| Athletic Club | España | 1960-1961 |
| Sevilla F. C. | España | 1961-1966 |